# Petrowske
Petrowske (ukrainisch Петровське – ukrainisch offiziell seit dem 12. Mai 2016 Petrowo-Krasnosillja/Петрово-Красносілля; russisch Петровское/Petrowskoje) ist eine Kleinstadt in der Oblast Luhansk in der östlichen Ukraine. 

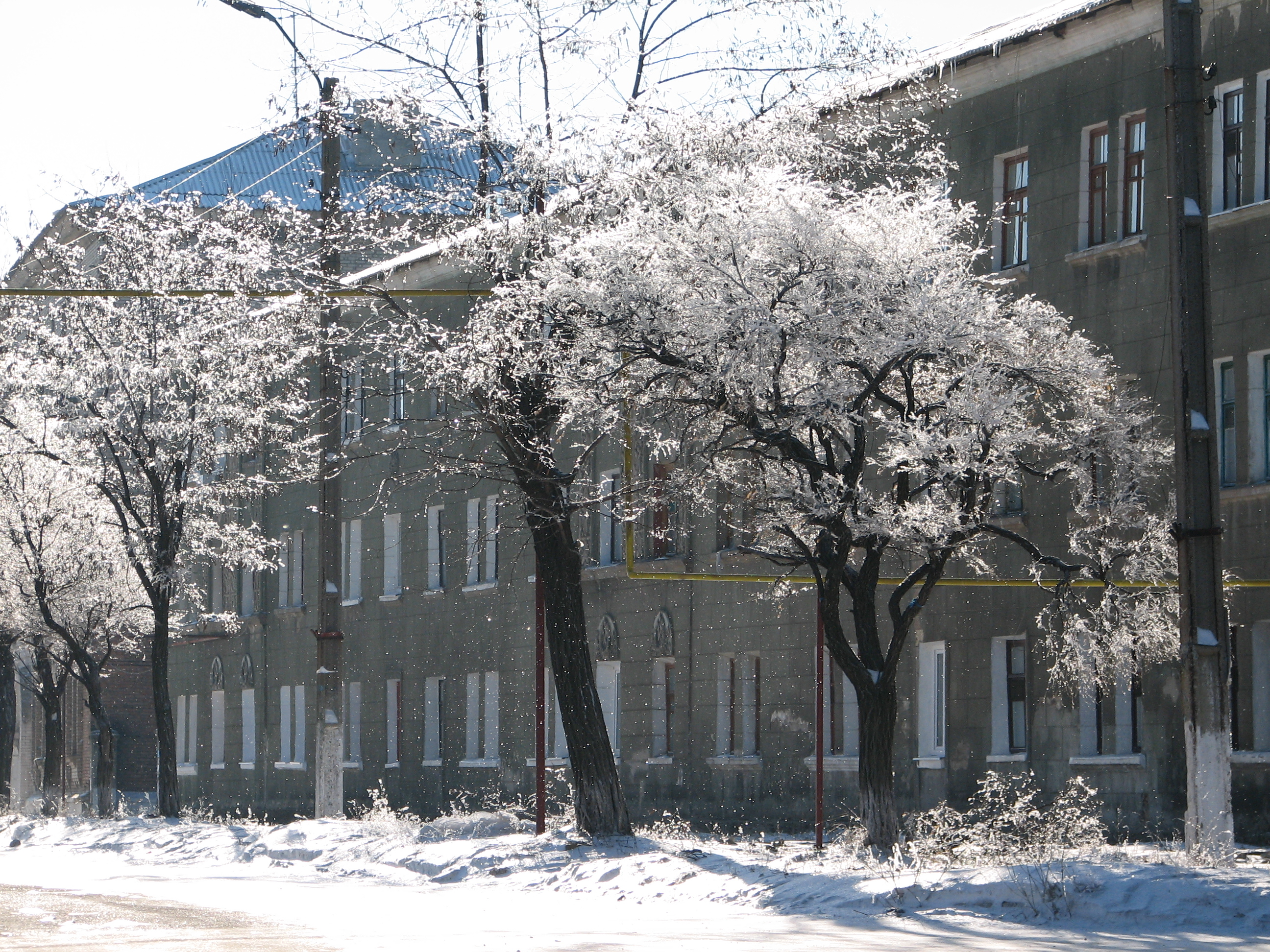
Blick in den Ort

Sie hat etwa 13.000 Einwohner und gehört verwaltungstechnisch zur Stadt Krasnyj Lutsch. Zur Stadtratsgemeinde zählen noch die Siedlung städtischen Typs Fedoriwka sowie die 2 Siedlungen Butkewytsch (Буткевич) und Werhuliwkske (Вергулівське) und das Dorf Woskresseniwka (Воскресенівка).

## Geographie
Die Stadt im Osten der Ukraine befindet sich in der Oblast Luhansk etwa 45 Kilometer südwestlich der Oblasthauptstadt Luhansk.

## Geschichte
Die Geschichte der Stadt beginnt in den 1770er Jahren, 1790 wird der Ort als Petrowo-Krasnoselje (Петрово-Красноселье) urkundlich erwähnt. Die wirtschaftliche Entwicklung der Stadt ist durch die chemische Industrie geprägt, 1896 wird eine Chemiefabrik im Ort eröffnet, die Betreiberin ist eine russisch-französische Gesellschaft.
1938 wird Petrowske zu einer Siedlung städtischen Typs ernannt, während des Zweiten Weltkriegs wird sie von Deutschland besetzt und die chemischen Anlagen in den Osten verlegt. Am 2. September 1943 wird der Ort durch die Rote Armee zurückerobert, 1944 entscheidet sich die Sowjetunion zum Wiederaufbau der Fabrik.
1963 schließlich wird dem Ort der Stadtstatus verliehen.
Seit Sommer 2014 ist der Ort im Verlauf des Ukrainekrieges durch Separatisten der Volksrepublik Lugansk besetzt.